# Rämäkkösaari
Rämäkkösaari är en obetydlig ö i Finland. Den ligger i sjön Lappajärvi sjö och i kommunerna Lappajärvi och Alajärvi i den ekonomiska regionen  Järviseutu ekonomiska region  och landskapet Södra Österbotten, i den centrala delen av landet, 300 km norr om huvudstaden Helsingfors. Öns area är 0,9 hektar och dess största längd är 200 meter i nord-sydlig riktning.